# Moldavsko vino
Moldavsko vino važan je proizvod moldavskoga gospodarstva.
S proizvodnjom od 124,200 tona vina (od 2009.), Moldavija ima dobro ustrojenu vinsku industriju. Vinogradi su na površini od 148,500 ha, od kojih je 107,800 hektara za komercijalnu proizvodnju. Preostalih 40,700 hektara čine vinogradi zasađeni u selima oko kuća. Mnoge obitelji imaju svoje grožđe, koje se prenose s generacije na generaciju.
Godine 2009., Moldavija je bila 22. u svijetu po obujmu proizvodnje vina. Većina komercijalne proizvodnje vina je za izvoz.
U Moldaviji se vino uzgaja u četiri regije:
- Balti (sjeverna zona)
- Codru (središnja zona)
- Nistreana (jugoistočna zona) koji uključuje poznate Purcari regiju.
- Comrat (južna zona)

U Moldaviji se nalazi najveći vinski podrum na svijetu Mileştii Mici.